# Asisita
L'asisita és un mineral de la classe dels halurs. Rep el seu nom de la granja Asis, que és on es troba la mina Kombat, on ha sigut trobada aquesta espècie mineral.

## Característiques
L'asisita és un halur de color groc a groc verdós, taronja o vermell, amb fórmula química Pb₇SiO9Cl₂. Cristal·litza en el sistema tetragonal en forma de làmines d'uns 0,5 mil·límetres. La seva duresa a l'escala de Mohs és de 3,5 i la seva ratlla groc clar a blanca.
Segons la classificació de Nickel-Strunz, l'asisita pertany a «03.DB: Oxihalurs, hidroxihalurs i halurs amb doble enllaç, amb Pb, Cu, etc.» juntament amb els següents minerals: rickturnerita, diaboleïta, pseudoboleïta, boleïta, cumengeïta, bideauxita, cloroxifita, hematofanita, parkinsonita, murdochita i yedlinita.

## Formació i jaciments
Es troba a les lents de silicat de manganès a prop de minerals sulfurs. Sol trobar-se associada a altres minerals com hematofanita, barita, jacobsita, hematita, coure, molibdofil·lita i clorites. Se n'ha trobat únicament a la mina Kombat, a Kombat (districte de Grootfontein, Otjozondjupa, Namíbia), una mina que va començar a ser explotada al voltant del 1900, i que va tancar l'any 2008 a causa de problemes amb les inundacions.